# Pasiphila humilis
Pasiphila humilis là một loài bướm đêm trong họ Geometridae.